# ゼノ・デバスト
ゼノ・クーン・デバスト（Zeno Koen Debast、2003年10月24日 - ）は、ベルギー・ハレ出身のサッカー選手。スポルティング・クルーベ・デ・ポルトゥガル所属。ポジションはDF。

## 経歴

### クラブ
フラームス＝ブラバント州のハレに生まれ、5歳で字地元アマチュアクラブのKSKハレに入団した。2年後にRSCアンデルレヒトの下部組織に加入し、様々なポジションでプレー経験を積み、14歳でセンターバックに定着した。2019年10月に16歳でクラブと自身初のプロ契約を交わし、2021年2月には2023まで延長した。
2021年5月2日、ジュピラー・プロ・リーグのプレーオフ、クラブ・ブルッヘ戦にてトップチームデビューを果たした。
2024年7月4日、スポルティング・クルーベ・デ・ポルトゥガルに5年契約で移籍した。

### 代表
ベルギーの各世代別代表を経験し、2022年9月22日、UEFAネーションズリーグのウェールズ代表戦にてベルギー代表デビューを果たした。

## 代表歴

### 出場大会
- ベルギー代表
  - 2022 FIFAワールドカップ

### 試合数
- 国際Aマッチ 5試合 0得点（2022年-）[6]

| ベルギー代表 | 国際Aマッチ | 国際Aマッチ |
| 年           | 出場        | 得点        |
| ------------ | ----------- | ----------- |
| 2022         | 3           | 0           |
| 2023         | 2           | 0           |
| 2024         |             |             |
| 通算         | 5           | 0           |